# Gran Premio de Francia de Motociclismo de 2021
El Gran Premio de Francia de Motociclismo de 2021 (oficialmente SHARK Grand Prix de France) fue la quinta prueba del Campeonato del Mundo de Motociclismo de 2021. Tuvo lugar en el fin de semana del 14 al 16 de mayo en el Circuito Bugatti, situado a 5 km de la localidad de Le Mans (Sarthe), en los Países del Loira, Francia.
La carrera de MotoGP fue ganada por Jack Miller, seguido de Johann Zarco y Fabio Quartararo. Raúl Fernández fue el ganador de la prueba de Moto2, por delante de Remy Gardner y Marco Bezzecchi. La carrera de Moto3 fue ganada por Sergio García, Filip Salač fue segundo y Riccardo Rossi tercero. Eric Granado ganó de la carrera de MotoE seguido de Mattia Casadei y Alessandro Zaccone.

## Resultados

### Resultados MotoGP
| Pos.    | N.º | Piloto            | Equipo                       | Constructor | Vueltas | Tiempo     | Parrilla | Puntos |
| ------- | --- | ----------------- | ---------------------------- | ----------- | ------- | ---------- | -------- | ------ |
| 1       | 43  | Jack Miller       | Ducati Lenovo Team           | Ducati      | 27      | 47:25.473  | 3        | 25     |
| 2       | 5   | Johann Zarco      | Pramac Racing                | Ducati      | 27      | +3.970     | 5        | 20     |
| 3       | 20  | Fabio Quartararo  | Monster Energy Yamaha MotoGP | Yamaha      | 27      | +14.468    | 1        | 16     |
| 4       | 63  | Francesco Bagnaia | Ducati Lenovo Team           | Ducati      | 27      | +16.172    | 16       | 13     |
| 5       | 9   | Danilo Petrucci   | Tech3 KTM Factory Racing     | KTM         | 27      | +21.430    | 17       | 11     |
| 6       | 73  | Álex Márquez      | LCR Honda CASTROL            | Honda       | 27      | +23.509    | 19       | 10     |
| 7       | 30  | Takaaki Nakagami  | LCR Honda IDEMITSU           | Honda       | 27      | +30.164    | 7        | 9      |
| 8       | 44  | Pol Espargaró     | Repsol Honda Team            | Honda       | 27      | +35.221    | 8        | 8      |
| 9       | 27  | Iker Lecuona      | Tech3 KTM Factory Racing     | KTM         | 27      | +40.432    | 18       | 7      |
| 10      | 12  | Maverick Viñales  | Monster Energy Yamaha MotoGP | Yamaha      | 27      | +40.577    | 2        | 6      |
| 11      | 46  | Valentino Rossi   | Petronas Yamaha SRT          | Yamaha      | 27      | +42.198    | 9        | 5      |
| 12      | 10  | Luca Marini       | SKY VR46 Avintia             | Ducati      | 27      | +52.408    | 12       | 4      |
| 13      | 33  | Brad Binder       | Red Bull KTM Factory Racing  | KTM         | 27      | +59.377    | 21       | 3      |
| 14      | 23  | Enea Bastianini   | Avintia Esponsorama          | Ducati      | 27      | +1:02.224  | 22       | 2      |
| 15      | 53  | Tito Rabat        | Pramac Racing                | Ducati      | 27      | +1:09.651  | 20       | 1      |
| 16      | 21  | Franco Morbidelli | Petronas Yamaha SRT          | Yamaha      | 23      | +4 vueltas | 4        |        |
| Ret     | 93  | Marc Márquez      | Repsol Honda Team            | Honda       | 17      | Caída      | 6        |        |
| Ret     | 41  | Aleix Espargaró   | Aprilia Racing Team Gresini  | Aprilia     | 15      | Motor      | 13       |        |
| Ret     | 88  | Miguel Oliveira   | Red Bull KTM Factory Racing  | KTM         | 12      | Caída      | 10       |        |
| Ret     | 42  | Álex Rins         | Team SUZUKI ECSTAR           | Suzuki      | 12      | Caída      | 15       |        |
| Ret     | 32  | Lorenzo Savadori  | Aprilia Racing Team Gresini  | Aprilia     | 11      | Motor      | 11       |        |
| Ret     | 36  | Joan Mir          | Team SUZUKI ECSTAR           | Suzuki      | 4       | Caída      | 14       |        |
| Fuente: |     |                   |                              |             |         |            |          |        |

### Resultados Moto2
| Pos.     | N.º | Piloto                | Constructor | Vueltas | Tiempo    | Parrilla | Puntos |
| -------- | --- | --------------------- | ----------- | ------- | --------- | -------- | ------ |
| 1        | 25  | Raúl Fernández        | Kalex       | 25      | 40:46.101 | 1        | 25     |
| 2        | 87  | Remy Gardner          | Kalex       | 25      | +1.490    | 7        | 20     |
| 3        | 72  | Marco Bezzecchi       | Kalex       | 25      | +4.599    | 2        | 16     |
| 4        | 14  | Tony Arbolino         | Kalex       | 25      | +7.503    | 19       | 13     |
| 5        | 64  | Bo Bendsneyder        | Kalex       | 25      | +11.887   | 6        | 11     |
| 6        | 23  | Marcel Schrötter      | Kalex       | 25      | +27.829   | 14       | 10     |
| 7        | 79  | Ai Ogura              | Kalex       | 25      | +27.975   | 16       | 9      |
| 8        | 21  | Fabio Di Giannantonio | Kalex       | 25      | +28.112   | 15       | 8      |
| 9        | 24  | Simone Corsi          | MV Agusta   | 25      | +28.204   | 17       | 7      |
| 10       | 9   | Jorge Navarro         | Boscoscuro  | 25      | +28.432   | 18       | 6      |
| 11       | 11  | Nicolò Bulega         | Kalex       | 25      | +29.316   | 11       | 5      |
| 12       | 35  | Somkiat Chantra       | Kalex       | 25      | +28.749   | 26       | 4      |
| 13       | 42  | Marcos Ramírez        | Kalex       | 25      | +31.605   | 21       | 3      |
| 14       | 75  | Albert Arenas         | Boscoscuro  | 25      | +32.080   | 24       | 2      |
| 15       | 55  | Hafizh Syahrin        | NTS         | 25      | +32.571   | 27       | 1      |
| 16       | 70  | Barry Baltus          | NTS         | 25      | +33.309   | 29       |        |
| 17       | 7   | Lorenzo Baldassarri   | MV Agusta   | 25      | +39.036   | 13       |        |
| 18       | 96  | Jake Dixon            | Kalex       | 25      | +41.069   | 25       |        |
| 19       | 13  | Celestino Vietti      | Kalex       | 25      | +45.599   | 28       |        |
| 20       | 10  | Tommaso Marcon        | MV Agusta   | 25      | +1:19.160 | 30       |        |
| Ret      | 6   | Cameron Beaubier      | Kalex       | 20      | Caída     | 23       |        |
| Ret      | 12  | Thomas Lüthi          | Kalex       | 14      | Caída     | 22       |        |
| Ret      | 40  | Héctor Garzó          | Kalex       | 6       | Caída     | 8        |        |
| Ret      | 16  | Joe Roberts           | Kalex       | 4       | Caída     | 3        |        |
| Ret      | 97  | Xavi Vierge           | Kalex       | 3       | Colisión  | 12       |        |
| Ret      | 22  | Sam Lowes             | Kalex       | 3       | Colisión  | 10       |        |
| Ret      | 62  | Stefano Manzi         | Kalex       | 2       | Caída     | 9        |        |
| Ret      | 2   | Alonso López          | Boscoscuro  | 2       | Caída     | 31       |        |
| Ret      | 37  | Augusto Fernández     | Kalex       | 1       | Caída     | 5        |        |
| Ret      | 44  | Arón Canet            | Boscoscuro  | 0       | Caída     | 4        |        |
| DSQ      | 19  | Lorenzo Dalla Porta   | Kalex       | 25      | (+28.989) | 20       |        |
| 1. 2. 3. |     |                       |             |         |           |          |        |
| Fuente:  |     |                       |             |         |           |          |        |

### Resultados Moto3
| Pos.    | N.º | Piloto             | Constructor | Vueltas | Tiempo     | Parrilla | Puntos |
| ------- | --- | ------------------ | ----------- | ------- | ---------- | -------- | ------ |
| 1       | 11  | Sergio García      | Gas Gas     | 22      | 42:21.172  | 8        | 25     |
| 2       | 12  | Filip Salač        | Honda       | 22      | +2.349     | 7        | 20     |
| 3       | 54  | Riccardo Rossi     | KTM         | 22      | +5.589     | 2        | 16     |
| 4       | 17  | John McPhee        | Honda       | 22      | +7.158     | 4        | 13     |
| 5       | 71  | Ayumu Sasaki       | KTM         | 22      | +14.882    | 15       | 11     |
| 6       | 31  | Adrián Fernández   | Husqvarna   | 22      | +27.279    | 26       | 10     |
| 7       | 43  | Xavier Artigas     | Honda       | 22      | +27.408    | 27       | 9      |
| 8       | 37  | Pedro Acosta       | KTM         | 22      | +29.880    | 21       | 8      |
| 9       | 53  | Deniz Öncü         | KTM         | 22      | +35.098    | 13       | 7      |
| 10      | 55  | Romano Fenati      | Husqvarna   | 22      | +36.616    | 10       | 6      |
| 11      | 16  | Andrea Migno       | Honda       | 22      | +42.347    | 1        | 5      |
| 12      | 6   | Ryusei Yamanaka    | KTM         | 22      | +42.739    | 12       | 4      |
| 13      | 50  | Jason Dupasquier   | KTM         | 22      | +42.756    | 14       | 3      |
| 14      | 28  | Izan Guevara       | Gas Gas     | 22      | +50.891    | 24       | 2      |
| 15      | 19  | Andi Farid Izdihar | Honda       | 22      | +52.753    | 28       | 1      |
| 16      | 73  | Maximilian Kofler  | KTM         | 22      | +53.054    | 22       |        |
| 17      | 82  | Stefano Nepa       | KTM         | 22      | +53.568    | 11       |        |
| 18      | 7   | Dennis Foggia      | Honda       | 22      | +1:18.995  | 18       |        |
| 19      | 20  | Lorenzo Fellon     | Honda       | 22      | +1:19.103  | 25       |        |
| 20      | 40  | Darryn Binder      | Honda       | 22      | +1:54.124  | 16       |        |
| 21      | 27  | Kaito Toba         | KTM         | 21      | +1 vuelta  | 19       |        |
| 22      | 52  | Jeremy Alcoba      | Honda       | 18      | +4 vueltas | 17       |        |
| Ret     | 99  | Carlos Tatay       | KTM         | 14      | Retirado   | 20       |        |
| Ret     | 32  | Takuma Matsuyama   | Honda       | 3       | Caída      | 23       |        |
| Ret     | 2   | Gabriel Rodrigo    | Honda       | 2       | Caída      | 5        |        |
| Ret     | 5   | Jaume Masiá        | KTM         | 1       | Caída      | 3        |        |
| Ret     | 24  | Tatsuki Suzuki     | Honda       | 1       | Caída      | 9        |        |
| Ret     | 23  | Niccolò Antonelli  | KTM         | 1       | Retirado   | 6        |        |
| DNS     | 92  | Yuki Kunii         | Honda       |         | No corrió  |          |        |
| 1.      |     |                    |             |         |            |          |        |
| Fuente: |     |                    |             |         |            |          |        |

### Resultados MotoE
| Pos.    | N.º | Piloto             | Constructor | Vueltas | Tiempo    | Parrilla | Puntos |
| ------- | --- | ------------------ | ----------- | ------- | --------- | -------- | ------ |
| 1       | 51  | Eric Granado       | Energica    | 7       | 12:23.012 | 1        | 25     |
| 2       | 27  | Mattia Casadei     | Energica    | 7       | +0.306    | 15       | 20     |
| 3       | 61  | Alessandro Zaccone | Energica    | 7       | +0.253    | 5        | 16     |
| 4       | 77  | Dominique Aegerter | Energica    | 7       | +0.532    | 6        | 13     |
| 5       | 40  | Jordi Torres       | Energica    | 7       | +0.640    | 11       | 11     |
| 6       | 68  | Yonny Hernández    | Energica    | 7       | +0.900    | 9        | 10     |
| 7       | 3   | Lukas Tulovic      | Energica    | 7       | +1.045    | 12       | 9      |
| 8       | 11  | Matteo Ferrari     | Energica    | 7       | +1.751    | 3        | 8      |
| 9       | 19  | Corentin Perolari  | Energica    | 7       | +4.727    | 16       | 7      |
| 10      | 6   | María Herrera      | Energica    | 7       | +4.999    | 18       | 6      |
| 11      | 21  | Kevin Zannoni      | Energica    | 7       | +15.509   | 17       | 5      |
| 12      | 14  | André Pires        | Energica    | 7       | +29.350   | 14       | 4      |
| 13      | 18  | Xavier Cardelús    | Energica    | 7       | +29.485   | 4        | 3      |
| 14      | 80  | Jasper Iwema       | Energica    | 7       | +37.419   | 13       | 2      |
| 15      | 54  | Fermín Aldeguer    | Energica    | 7       | +1:06.915 | 8        | 1      |
| Ret     | 78  | Hikari Okubo       | Energica    | 2       | Caída     | 10       |        |
| DNS     | 71  | Miquel Pons        | Energica    | 0       | No empezó | 2        |        |
| DNS     | 9   | Andrea Mantovani   | Energica    | 0       | No empezó | 7        |        |
| 1. 2.   |     |                    |             |         |           |          |        |
| Fuente: |     |                    |             |         |           |          |        |